# 绍恩克
绍恩克（Saunkh），是印度北方邦Mathura县的一个城镇。总人口8488（2001年）。

## 人口
该地2001年总人口8488人，其中男性4585人，女性3903人；0—6岁人口1418人，其中男801人，女617人；识字率70.28%，其中男性为77.34%，女性为61.98%。